# Homopholis belsonii
Homopholis es un género monotípico de plantas herbáceas de la familia de las poáceas. Su única especie, Homopholis belsonii, es originaria de Australia.

## Descripción
Es una planta perenne; estolonífera (a menudo), o cespitosa. Con culmos de 20-50 cm de alto; herbácea. Los nodos de los culmos glabros. Entrenudos huecos y hojas basales no agregadas; no auriculadas . Hoja con lámina estrecha, de 2-2.5 mm de ancho ; sin venación; persistente. La lígula es una membrana con flecos; truncada; de 1,5 mm de largo.Plantas bisexuales, con espiguillas bisexuales y con flores hermafroditas. Inflorescencia paniculada ; abierta (hasta 25 cm de largo, las ramas a 15 cm con una o pocas espiguillas hacia sus extremos) ; con ramillas capilares. Las ramas primarias de inflorescencias insertadas alrededor del eje principal. 

## Taxonomía
Homopholis belsonii fue descrita por Charles Edward Hubbard y publicado en Bulletin of Miscellaneous Information Kew 1934: 127. 1934.